# Golden Gloves
Il Golden Gloves (guanti d'oro in lingua inglese) è una prestigiosa competizione del pugilato amatoriale, che a partire dal 1928 si svolge in varie città e stati degli Stati Uniti d'America.
Di seguito un elenco, in ordine temporale, di pugili che hanno prima vinto i Golden Gloves e sono poi stati campioni mondiali tra i professionisti:
- Barney Ross (1929)
- Leo Rodak (1931-1933)
- Louis Salica (1932)
- Gus Lesnevich (1934)
- Tony Zale (1934)
- Petey Scalzo (1936)
- Billy Soose (1937)
- Ezzard Charles (1939)
- Sugar Ray Robinson (1939, 1940)
- Joey Maxim (1940)
- Harold Dade (1940-1941)
- Bob Satterfield (1941)
- Wallace B.Smith (1949)
- Floyd Patterson (1951)
- Sonny Liston (1953)
- Ernie Terrell (1957)
- Muhammad Ali (1959-1960)
- Mike Tyson (1984)